# 이십불혹
《이십불혹》(중국어: 二十不惑, 병음: Èr shí bù huò 어스부훠[*])은 2020년 방송되었던 중국의 드라마이다.

## 소개
- 대학 졸업을 앞두고 사회생활을 시작하는 네 여성의 시각으로 청춘의 번뇌와 성장의 곤혹스러움을 그린 드라마

## 등장 인물
- 관샤오퉁 - 양상 역
- 부관진 - 강소과 역
- 리겅시 - 뤄옌 역
- 동사이 - 단가보 역
- 김세가 - 주심 역
- 뉴쥔펑 - 조우수 역
- 왕안위 - 단진우 역
- 조은제 (Vincent) - 로연 역
- 서소영 (徐绍瑛) - 웅치 역
- 주가성 (Jackson) - 조소권 역
- 조역기 (赵亦骥) - 이천양 역
- 저우이란 - 인솽 역